# Thierry Boon
Thierry Boon (Kessel-Lo, 3 december 1943) is een Belgische wetenschapper, voormalig directeur van de Ludwig Cancer Research-tak in België en het De Duve Instituut, en professor aan de Université catholique de Louvain. Zijn onderzoek stond onder meer aan de basis van de ontwikkeling van immunotherapie. Hij is lid van de wetenschappelijke adviesraad van het Cancer Research Institute, de National Academy of Sciences en de Academy of Cancer Immunology.

## Onderscheidingen
- 1986 - Rik & Nel Wouters Prijs
- 1986 - De Vooght Prijs voor Immunologie
- 1987 - Kankeronderzoeksinstituut William B. Coley Award
- 1990 - Dr. Josef Steiner Kankeronderzoeksprijs
- 1990 - Francqui-prijs voor biologische en medische wetenschappen
- 1994 - Louis-Jeantet-prijs voor geneeskunde
- 1994 - Rabbi Shai Shacknai Memorial Prize in Immunology & Cancer Research
- 1995 - Sandoz-prijs voor immunologie
- 1999 - Leopold Griffuel-prijs
- 2021 - Eredoctoraat van de Vrije Universiteit Brussel en het Universitair Ziekenhuis Brussel[2]